# Trijas
Trijas (grč. τριάς: trojstvo), je prvo i najkraće geološko razdoblje ere dinosaura (mezozoika). Trajalo je između 45 i 50 milijuna godina, a počelo je prije oko 251 milijun godina i završilo prije oko 200 milijuna godina. U moru se među ribama, koraljima i školjkašima razvijaju morski gmazovi. Drveće nadlijeću divovski leteći gmazovi. Klima je posvuda topla i suha. Najveći dio Zemlje nalik je velikoj pustinji bez vegetacije; uz rijeke, pak i močvare, zahvaljujući vlažnosti bujaju šume paprati, četinjače, preslice i stabla nalik palmama. Tu je raj krokodila i guštera, primitivnih kornjača i kukaca. Pojavljuju se prvi dinosauri, golemi biljojedi.
Na kraju Trijasa dogodilo se manje izumiranje biljnih i životinjskih vrsta. Procjenjuje se da je oko 20 % svih živih vrsta izumrlo u tom razdoblju. Po završetku trijasa započelo je razdoblje jure koje obilježava daljnji razvoj i uspon dinosaura.

## Etimologija
Naziv trijas uveo je njemački geolog Friedrich August von Alberti (1795. – 1878.) prema trodjelnim naslagama sedimenata u sjeverozapadnoj Europi koji se ističu i prema boji naslaga.

## Podjela trijasa
- gornji trijas – naziva se i kasni trijas, obuhvaćao je razdoblje od otprilike prije 237 milijuna do oko 200 milijuna godina, a završio je razdobljem izumiranja, koje je otvorilo put dominaciji dinosaura.
- srednji trijas – traje od prije oko 240 milijuna do oko 237 milijuna godina
- donji trijas – naziva se i rani trijas, datira se u vrijeme od prije oko 250 milijuna do oko 245 milijuna godina, a počinje nakon velikog masovnog izumiranja krajem perma.

## Paleogeografija
U razdoblju trijasa postojala su dva masivna kontinenta, Laurazija i Gondvana, koji su bili razdvojeni Tihim oceanom i mediteranskim morem Tetisom. Sjeverni kontinent Laurazija protezao se od današnje Sjeverne Amerike preko Europe do istočne Azije, a južno od njega preko Tetisa nalazio se južni kontinent. Pri kraju trijasa, uzdigao se iz mora dio kopna i na području današnje Hrvatske.
Vulkanizam je bio prilično aktivan u razdoblju trijasa. Naslage soli i eolski pijesak ukazuje na tadašnje postojanje suhih područja u Europi i Sjevernoj Americi, dok naslage ugljena ukazuju na vlažnu klimu u Indokini, Africi, Australiji i u Apalčkom gorju u Sjevernoj Americi. U trijasu nema tragova glacijacije, što znači da nije bilo leda na polovima.

## Paleoklima
Klima je u razdoblju trijasa bila uglavnom suha i topla, a vlažnost zraka je varirala. Varijacije u temperaturi zraka od ekvatora prema polovima bila je manje izrazita nego danas, što je utjecalo na manjak diverzifikacije u biološkim staništima. Utjecaj geološke formacije superkontinenta Pangee koji je postojao do prije oko 300 milijuna godina, prije nego što se raspao na dva velika kontinenta, Lauraziju i Gondvanu, donosio je poprilično suhu klimu koja je pridonosila razvoju pustinja. Klima je bila monsunska, osobito u kasnijim razdobljima mezozoika. Na pojedinim lokacijama bilo je dosta vlažnih razdoblja s značajkama tropske klime s dosta padalina, što je rezultiralo bujnom vegetacijom uz rijeke i stvaranjem velikih močvara.

## Vanjske poveznice
- Trijas – Hrvatska enciklopedija
- Trijas – Proleksis enciklopedija
- Razdoblje trijasa – Britannica Online (engl.)
- Sažetak razdoblja trijasa – Britannica Online (engl.)
- Gmazovi i prvi sisavci u razdoblju trijasa – Britannica Online (engl.)
- Život u trijasu – Britannica Online (engl.)
- Trijas – NP Sjeverni Velebit
- Trijas – geol.pmf.hr
- Trijas – Hrvatski obiteljski leksikon
- Razdoblje trijasa – sciencedirect.com (engl.)
- Trijas – encyclopedia.com (engl.)
- Razdoblje trijas: Uspon dinosaura – Prirodoslovni muzej (engl.)